# Іван Шишман
Іван Шишман (болг. Иван Шишман, помер 3 червня 1395) — болгарський цар у 1371–1395 роках; разом із братом Іваном Срациміром був одним з двох останніх болгарських царів. Син царя Івана Александра.
Ще за життя батька (бл. 1356) був коронований як співправитель, що призвело до погіршення стосунків з його братом Іваном Срациміром, який, бувши правителем Відінської області, почав відокремлюватись від Тирновского царства й перетворився на незалежного правителя. Після смерті батька правив Тирновським царством: одним із двох царств, на які розділилась Болгарія. Тирновське царство складалось зі столиці Тирново та східної Болгарії, з частиною Фракії, що лишилась за нею. Його брат, цар Іван Срацимір, володів Відінським царством (столиця місто Відін і західна Болгарія).
На самому початку його правління, у 1371–1372 роках, на Болгарію нападали турки, але Іван Шишман зумів врятуватись через поступки частиною своїх володінь. Після цього вів майже самостійну війну з турками: з 1371 до 1378 — в районі Фракії та Софії, з 1381 до 1386 — знову в області Софії, у 1388–1389 — у східній частині своїх володінь, з 1391 до 1393 — також у східній частині володінь, але вже разом зі своїм васалом і родичем влаським князем Мірчо Старим. У 1393–1394 роках турки взяли столицю царства, Тирново, а потім, 1395 й останню столицю, місто Нікопол, скинувши Івана Шишмана.